# هبه، الجزایر
هبه یک منطقهٔ مسکونی در الجزایر است که در ناحیه الرقیبه واقع شده‌است. هبه ۴۴ متر بالاتر از سطح دریا واقع شده‌است.